# Pierre Ochs
Pierre Ochs (ur. 16 grudnia 1984 w Castres) – francuski narciarz dowolny. Najlepszy wynik na mistrzostwach świata osiągnął podczas mistrzostw w Madonna di Campiglio, gdzie zajął 4. miejsce w jeździe po muldach. Zajął także 12. miejsce w tej samej konkurencji na igrzyskach olimpijskich w Vancouver. Najlepsze wyniki w Pucharze Świata osiągnął w sezonie 2006/2007, kiedy to zajął 18. miejsce w klasyfikacji generalnej, a w klasyfikacjach jazdy po muldach był ósmy.

## Sukcesy

### Igrzyska olimpijskie
| Miejsce | Dzień     | Rok  | Miejscowość | Konkurencja      | Zwycięzca          |
| ------- | --------- | ---- | ----------- | ---------------- | ------------------ |
| 17.     | 15 lutego | 2006 | Turyn       | jazda po muldach | Dale Begg-Smith    |
| 12.     | 14 lutego | 2010 | Vancouver   | jazda po muldach | Alexandre Bilodeau |

### Mistrzostwa Świata
| Miejsce | Dzień    | Rok  | Miejscowość          | Konkurencja      | Zwycięzca                 |
| ------- | -------- | ---- | -------------------- | ---------------- | ------------------------- |
| 10.     | 19 marca | 2005 | Ruka                 | jazda po muldach | Nathan Roberts            |
| 9.      | 20 marca | 2005 | Ruka                 | muldy podwójne   | Toby Dawson               |
| 4.      | 9 marca  | 2007 | Madonna di Campiglio | jazda po muldach | Pierre-Alexandre Rousseau |
| 6.      | 10 marca | 2007 | Madonna di Campiglio | muldy podwójne   | Dale Begg-Smith           |
| 13.     | 7 marca  | 2009 | Inawashiro           | jazda po muldach | Patrick Deneen            |
| 34.     | 8 marca  | 2009 | Inawashiro           | muldy podwójne   | Alexandre Bilodeau        |

### Puchar Świata

#### Miejsca w klasyfikacji generalnej
- 2001/2002 – 155.
- 2003/2004 – 200.
- 2004/2005 – 77.
- 2005/2006 – 106.
- 2006/2007 – 18.
- 2008/2009 – 41.
- 2009/2010 – 42.

#### Miejsca na podium
1. La Plagne – 18 marca 2009 (Jazda po muldach) – 3. miejsce
2. Sierra Nevada – 18 marca 2010 (Jazda po muldach) – 3. miejsce

- W sumie 2 trzecie miejsca.